# Rycice
Rycice [pronunciación en polaco: /rɨˈt͡ɕitsɛ/] es un pueblo ubicado en el distrito administrativo de Gmina Chorzele, dentro del Condado de Przasnysz, Voivodato de Mazovia, en el este de Polonia central. Se encuentra aproximadamente a 5 kilómetros al sur de Chorzele, a 22 kilómetros al norte de Przasnysz, y a 111 kilómetros al norte de Varsovia.
El pueblo tiene una población de 340 habitantes.